# Ngrame
Ngrame is een bestuurslaag in het regentschap Mojokerto van de provincie Oost-Java, Indonesië. Ngrame telt 2946 inwoners (volkstelling 2010).